# بخش سن-لوران-دو-مرونی
بخش سن-لوران-دو-مرونی (به فرانسوی: Arrondissement de Saint-Laurent-du-Maroni) یک بخش در فرانسه است که در گویان فرانسه واقع شده‌است.